# Le Talisman du Téméraire : Le Diamant de Bourgogne
Le Talisman du Téméraire : Le Diamant de Bourgogne est un roman de Juliette Benzoni publié en 2014.

## Résumé
Georg, serviteur d'Hugo, filleul du baron, est tué. Hugo confirme à Aldo que c'est lui qui avait sauvé Marie. Des photos d'elle la disent dangereuse et offrant une récompense sont répandues dans le Jura. Lothaire, ami d'Aldo, demande à ses compagnons de la Table Ronde d'enquêter. Aldo répand des affiches offrant une récompense seulement si elle est en vie. Les ravisseurs leur demandent une partie du trésor du Téméraire, détenu par la Table Ronde. Aldo retrouve Marie, évadée. Elle est encore enlevée. Hugo tue son père qui la détenait. Elle a trouvé le talisman et le montre à Aldo.